# Száj körüli izom

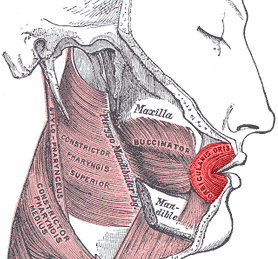
Az arc izmai (a piros szagatott vonallal jelölt izom)

A száj körüli izom (musculus orbicularis oris) egy apró izom a száj körül, mely az ajkakat alakítja ki.

## Eredés, tapadás, elhelyezkedés
Ez az izom négy részből áll: a pars peripheralis superiorisból és a pars marginalis superiorisból, mely a két felső rész, és a pars peripheralis inferiorisból valamint a pars marginalis inferiorisból, melyek az alsó részt alkotják. Mind a négy a modiolusból ered, mely egy rostos csomó. Erre az izomra több apró izom tapad rá. Maga a száj körüli izom az alsó és felső állcsonton a középvonal közelében, a metszőfogak dombjain ered és az ajkak bőréhez tapad.

## Funkció
A száj mozgatásában vesz részt és rengeteg mozgásra képes.

## Beidegzés, vérellátás
Az arcideg ramus buccales nervi facialis és a ramus marginalis mandibularis nervi facialis nevű ágai idegzik be. A ramus labialis superior arteriae facialis, a ramus labialis inferior arteriae facialis, a ramus mentalis arteriae alveolaris inferioris, az arteria infraorbitalis és az arteria temporalis superficialis látja el vérrel.

## Külső hivatkozások
- Interactive Head and Neck
- Adatok Archiválva 2007. december 23-i dátummal a Wayback Machine-ben
- Adatok
- Definíció